# Lee Wan Wah
Dans ce nom, le nom de famille, Lee, précède le nom personnel.
Lee Wan Wah, né le 24 novembre 1975 à Ipoh, est un joueur malaisien de badminton.

## Carrière
En double messieurs avec Choong Tan Fook, il est médaillé d'or aux Jeux du Commonwealth de 1998, aux Jeux d'Asie du Sud-Est de 2003, aux Championnats d'Asie de badminton 2006 et aux Championnats d'Asie de badminton 2007, médaillé d'argent aux Championnats d'Asie de badminton 1997 et aux Championnats d'Asie de badminton 2000 ainsi que médaillé de bronze aux Jeux d'Asie du Sud-Est de 1999, aux Championnats du monde de badminton 2001 et aux Championnats du monde de badminton 2007.
Il est aussi médaillé d'argent aux Jeux d'Asie du Sud-Est de 2001 en double messieurs avec Wong Choong Hann.